# Clifford Kubiak
Clifford P. Kubiak es un químico inorgánico estadounidense, actualmente profesor distinguido de química y bioquímica y catedrático Harold C. Urey de química en la Universidad de California, San Diego. A lo largo de su carrera, Kubiak ha publicado más de 200 artículos científicos. También recibió el Premio de la Sociedad Química Estadounidense en Química Inorgánica, y es miembro de la Academia Estadounidense de Artes y Ciencias y de la Sociedad Química Estadounidense. En 2020 fue elegido miembro de la Academia Nacional de Ciencias.

## Primeros años y educación
Kubiak creció en Connecticut y mostró interés por la química desde una edad temprana.
En 1975, Kubiak se licenció con honores en Química por la Universidad Brown. También se doctoró en química por la Universidad de Rochester en 1980, donde fue becario Sherman Clarke y becario Elon Huntington Hooker.

## Carrera
Después de recibir su doctorado, Kubiak realizó una investigación postdoctoral en el Instituto de Tecnología de Massachusetts con Mark S. Wrighton, donde trabajó de 1980 a 1981. En 1982, Kubiak se incorporó a la facultad de la Universidad Purdue como profesor asistente; en 1987, se convirtió en profesor asociado, antes de convertirse en profesor titular en 1990. Durante este tiempo, también fue nombrado profesor visitante Robert A. Wheland en la Universidad de Chicago en 1997.
En 1998, Kubiak dejó la Universidad de Purdue y se trasladó a la Universidad de California en San Diego como Profesor de la Cátedra Harold C. Urey de Química. Durante su estancia en la UCSD, también ha ocupado el cargo de Presidente del Departamento de Química y Bioquímica de 2002 a 2006, y fue nombrado Profesor Distinguido de Química y Bioquímica en 2008. En 2012, también fue nombrado Asociado Visitante en Química en el Joint Center for Artificial Photosynthesis (JCAP) del California Institute of Technology. También fue profesor visitante invitado de electrocatálisis en la Universidad Paris Diderot en 2014, y ha sido nombrado para otros puestos de visitante en la Universidad de Tohoku y en la Universidad de Erlangen.
Kubiak también ha formado parte de los consejos asesores editoriales de varias publicaciones, como Accounts of Chemical Research, Inorganic Chemistry y Materials Science in Semiconductor Processing.

## Investigación
El Grupo de Investigación Kubiak del Departamento de Química y Bioquímica del Programa de Postgrado en Ciencia e Ingeniería de Materiales estudia actualmente la reducción del dióxido de carbono mediante electrocatálisis y fotoelectrocatálisis. Además, su equipo ha ampliado la investigación relativa a las reacciones de transferencia de electrones, que pueden utilizarse en el avance de los dispositivos electrónicos moleculares.

### Contribuciones a la nanociencia
Kubiak participó en la investigación de la nanociencia, con especial atención a las monocapas autoensambladas, desde sus inicios en la década de 1990. Su trabajo en este campo ha incluido investigaciones sobre nanoclusters de oro y conductividad molecular.

#### Nanopartículas de oro

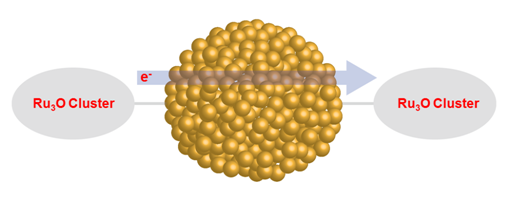
La transferencia de electrones entre grupos discretos de Ru_{3}O a través de nanopartículas de oro, como se muestra en la imagen, es ultrarrápida.

Una de las propiedades de las nanopartículas (o NPs) de oro es su conductividad, que permite la transferencia ultrarrápida de electrones. En 2005, Kubiak, junto con Gabriele Canzi, utilizó nanopartículas de oro para generar una reacción de transferencia de electrones en estado basal en picosegundos, la primera vez que se realizaba una reacción de este tipo. Esta transferencia de electrones en estado basal permitió medir con precisión las resistencias de moléculas individuales de carbono.
En 2005, J. Catherine Salsman, Tasuku Ito y Kubiak distinguieron energéticamente las propiedades conductoras de nanoclusters de oro y moléculas individuales etiquetando isotópicamente las estructuras, y utilizaron la espectroscopia infrarroja para observar la asimetría.

#### Autoensamblaje molecular
En 1997, Kubiak y sus colegas calcularon teóricamente las propiedades corriente-voltaje de monocapas autoensambladas (SAM) de polímeros orgánicos. Tales propiedades dependen de la energía de Fermi de equilibrio y del factor de división de voltaje, Ef y η respectivamente, determinados mediante microscopía de efecto túnel (STM).

### Fijación dedióxido de carbono
En 2014, Kubiak y sus colegas de la Universidad de California en San Diego determinaron la eficiencia de una vía alternativa del complejo catalizador ReI(bpy), un sistema supramolecular ensamblado, que puede ayudar en la reducción del CO2. Posteriormente, su grupo también dirigió los trabajos sobre la sustitución del escaso Re por el más abundante Mn en el catalizador para la reducción de CO2. Se vio que la reducción del CO2 subproducto, impulsada por la energía solar, el viento o la electricidad generada por el agua corriente, puede producir combustibles mediante un ciclo energético neutro en carbono.

## Actividades no científicas
Además de su labor en la comunidad científica, Kubiak también ha sido representante del cuerpo docente de atletismo del Departamento de Atletismo Intercolegial de la Universidad de California en San Diego, cargo que ocupa desde 2007. En calidad de tal, Kubiak recibió el Premio al Servicio Meritorio del Departamento de Atletismo en junio de 2013. También preside la Junta de Asesores de la Facultad de Atletismo de la misma universidad.

## Controversias
En mayo de 2011, una página web de la Universidad de California en San Diego atribuida a Kubiak fue criticada por el uso de un insulto racial, concretamente uno dirigido a las personas de ascendencia asiática oriental, como parte de una lista de "normas de laboratorio" supuestamente en clave de humor. Suresh Subramani y Mark Thiemens, vicerrector ejecutivo de Asuntos Académicos y decano de Ciencias Físicas de la UCSD, emitieron una declaración en la que pedían disculpas por las acciones de Kubiak. El propio Kubiak también presentó sus disculpas, afirmando que no tenía conocimiento de la presencia del insulto en su sitio web, pero aceptando su plena responsabilidad.

## Premios y honores
En 2012, Kubiak recibió el premio de la Sociedad Química Estadounidense en Química Inorgánica.   Además de este prestigioso premio, también ha recibido otros premios y honores, incluidos los siguientes:

### Premios
- 1989: Premio Frank D. Martin a la docencia de pregrado[1]
- 1990: Premio Charles B. Murphy a la destacada docencia universitaria[1][13]
- 2008: Premio de la Fundación Nacional de Ciencias a la Creatividad Especial[1]
- 2009: Premio al Académico Distinguido de Rochester  [14]
- 2012: Premio de la Sociedad Química Estadounidense en Química Inorgánica[1]
- 2013: Premio Sociedad Fotoquímica Interamericana en Fotoquímica  [15]
- 2015: Medalla Fred Basolo a la investigación destacada en química inorgánica  [16]
- 2018: Premio de la Sociedad Química Estadounidense en Química Organometálica[17]
- 2018: Medalla Tolman de la Sociedad Química Estadounidense[18]

### Becas
- 1987-1991: Becario Alfred P. Sloan [19]
- 1995-1996, 2007: Sociedad Japonesa para la Promoción de la Ciencia[1]
- 2012: Sociedad Química Estadounidense  [20]
- 2014: Academia Estadounidense de Artes y Ciencias (miembro electo)  [21]
- 2017: Real Sociedad de Química[22]